# L'uomo anfibio (romanzo)
L'uomo anfibio (in russo Человек-амфибия?) è un romanzo fantascientifico e di avventura dello scrittore sovietico Aleksandr Romanovič Beljaev, pubblicato nel 1928.

## Trama
Il dottore argentino Salvator, scienziato e chirurgo anticonformista, trapianta delle branchie di squalo al figlio Ichtiandr per salvargli la vita. L'esperimento è un successo, ma limita le capacità del giovane nell'interagire con il mondo fuori dal suo ambiente acquatico, dovendo passare troppo del suo tempo in acqua. Pedro Zurita, un pescatore di perle locale, viene a conoscenza del ragazzo e cerca di sfruttarne le abilità sovraumane nel nuoto.

## Trasposizioni
Nel 1962, uscì una trasposizione cinematografica omonima del romanzo, diretta da Vladimir Chebotaryov. Diventò in breve tempo uno dei film più apprezzati nell'Unione Sovietica. Filmato tra la costa sud della Crimea e Baku e con un cast di giovani attori, il film ha alcune caratteristiche da musical: al suo interno, si trovano canzoni e passi di danza in voga all'epoca. La prima canzone della pellicola, The Sea Devil, è diventata una hit rimasta nel tempo.